# François Devosge
François Devosge (Gray, 25 gennaio 1732 – Digione, 22 dicembre 1811) è stato uno scultore e pittore francese.

## Biografia
Figlio dello scultore e architetto Claude François Devosge (1697-1777), François Devosge proveniva da una dinastia di falegnami e scultori, e avrebbe seguito le loro orme. Si formò come scultore nell'atelier parigino di Guillaume Coustou il Giovane, ma dovette abbandonare dopo tre anni perché perse la vista da un occhio. Un'operazione di cataratta salvò l'altro occhio, ma abbandonò la scultura e si dedicò alla pittura con Jean-Baptiste Deshays nel 1759. Il 10 dicembre 1764 sposò sua cugina Marie Saint-Père, figlia dello scultore Claude Saint-Père, e sorella dell'architetto Charles Saint-Père.
Durante la Rivoluzione, i beni di Jehannin de Chamblanc vennero sequestrati, poiché era considerato un emigrante. I mobili e gli arazzi furono venduti. Tuttavia, la maggior parte delle collezioni fu salvata dalla Convenzione nel 1792, che le "riservò all'istruzione pubblica". François Devosges fu incaricato di redigere un inventario.
Pittore suo malgrado, Devosge fu un ritrattista e un pittore di storia di secondo piano, ma sarà sempre ricordato per il suo ruolo di insegnante come fondatore della Scuola di Disegno e del Museo di Belle Arti di Digione, un progetto che occupò il resto della sua vita. Anche suo figlio Anatole Devosge (1770-1850) è stato un pittore.

## Opere nelle collezioni pubbliche
- Dijon, Museo delle belle arti: 
  - L'Assunzione della Vergine, olio su tela[5];
  - Sant'Anna e la Vergine, su modello di Jean-Baptiste Deshays, olio su tela[6].
- Gray, Museo Baron-Martin: 
  - Saffo ispirata dall'amore, incisione, 42 x 33 cm;
  - Lotta per la tripla corona d'onore, incisione, 7 x 8 cm;
  - Dedica di Cimone, figlio di Milziade, incisione, 12 x 15 cm;
  - L'education della Vergine, olio su tela, deposito del Museo delle belle arti di Digione;
  - Il Genio della Primavera, sanguigna, deposito del Museo delle belle arti di Digione.
- Saint-Marcel, abbazia di Saint-Marcel-lès-Chalon: Flagellazione di san Marcello, olio su tela.